# Goldhanger
Goldhanger är en by och en civil parish i Maldon i Storbritannien. Den ligger i grevskapet Essex och riksdelen England, i den sydöstra delen av landet, 70 km öster om huvudstaden London. Orten har 647 invånare (2001). Den har en kyrka. Byn nämndes i Domedagsboken (Domesday Book) år 1086, och kallades då Goldhangra.
Klimatet i området är tempererat. Årsmedeltemperaturen i trakten är 10 °C. Den varmaste månaden är juli, då medeltemperaturen är 19 °C, och den kallaste är januari, med 1 °C.
Den engelske massmördaren Jeremy Bamber, känd för morden vid White House Farm, bodde på Head Street i Goldhanger då morden begicks.